# Broń jądrowa Pakistanu
Broń jądrowa Pakistanu – strategiczne i taktyczne siły jądrowe Pakistańskich Sił Zbrojnych. Stanowią element odstraszania nuklearnego.
Podstawą doktryny pakistańskich sił zbrojnych jest (2016) koncepcja „ofensywnej obrony”, która zakłada między innymi przeprowadzenie przeciwnatarcia i przeniesienie konfliktu zbrojnego na terytorium nieprzyjaciela.
Pakistan nie opublikował swojej doktryny jądrowej. Ocenia się, że głównym zadaniem jego arsenału nuklearnego jest odstraszanie skierowane przeciwko Indiom. Pakistan kilkakrotnie proponował ograniczenia rozbudowy programów atomowych w południowej Azji. Jego inicjatywy w zasadzie nie spotkały się z aprobatą ze strony Indii. Pakistańscy stratedzy zdają sobie sprawę, że ich siły zbrojne nie są w stanie zatrzymać konwencjonalnego uderzenia indyjskiej armii, dlatego też Pakistan nie czuje się zobowiązany do przestrzegania doktryny „no-first use” i rezerwuje sobie prawo do użycia broni jądrowej jako pierwszy.

## Charakterystyka

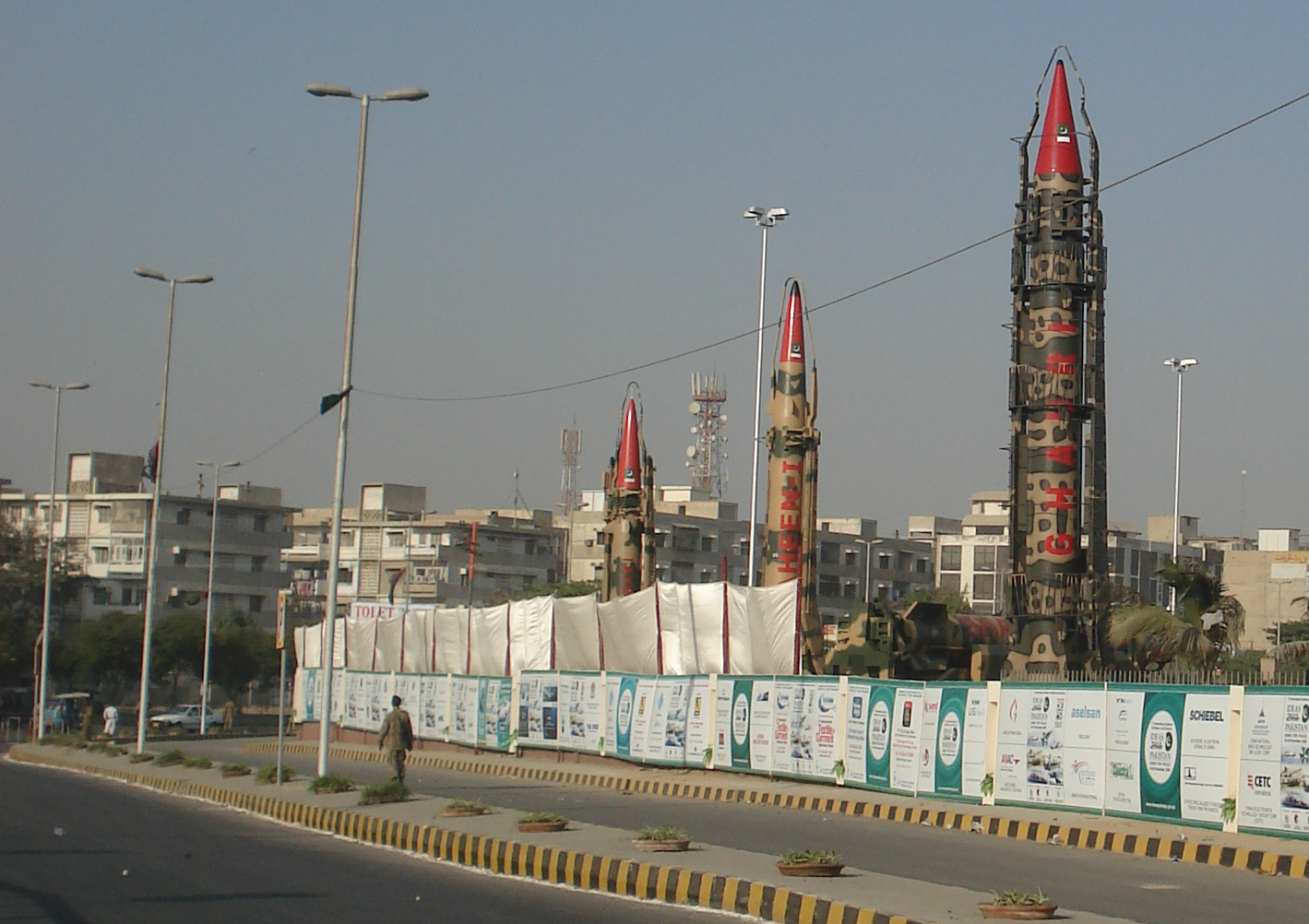
Pociski balistyczne na wystawie IDEAS 2008 w Karaczi

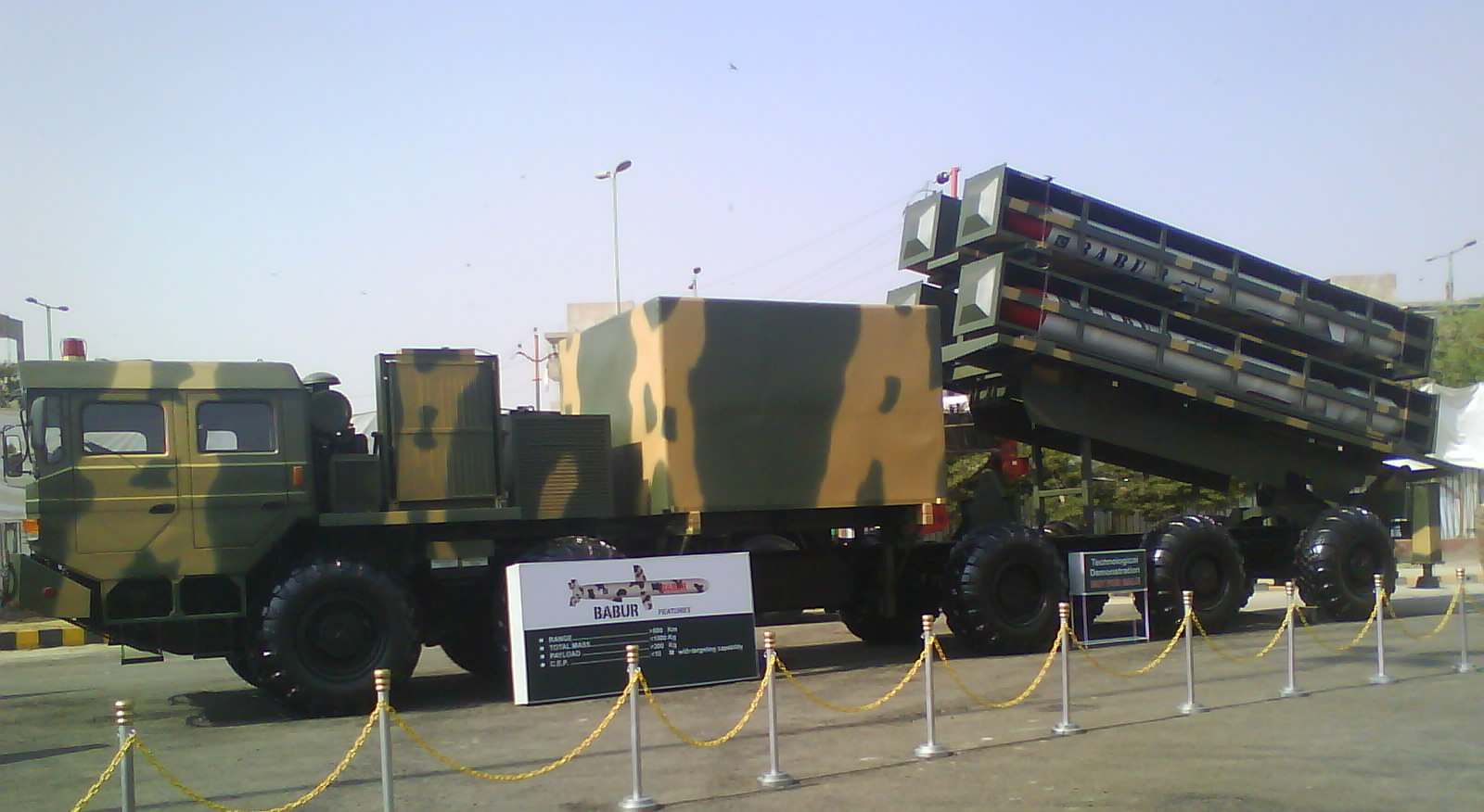
Pociski manewrujące Babur na wystawie IDEAS 2008

Decyzję o rozpoczęciu prac nad bronią jądrową rząd pakistański podjął w 1971 po przegranej wojnie z Indiami, w wyniku której utracił kontrolę nad Pakistanem Wschodnim – Bangladeszem. Głównym ośrodkiem badań nad bronią atomową był Khan Research Laboratories. Jego dyrektor dr Abdul Qadeer Khan wcześniej  pracował w instytutach atomowych w Holandii i w Niemczech i tam zdobywał  wiedzę na temat technologii wzbogacania uranu. W połowie lat 80. XX w. przeprowadzono serię „zimnych” testów i pomimo amerykańskich sankcji kontynuowano prace nad rozwojem broni jądrowej. W 1998, w górach Ras Koh, dokonano pierwszej próby jądrowej. W ramach testu o kryptonimie Chagai-I przeprowadzono pięć jednoczesnych podziemnych wybuchów o mocy do 40 kt. Dwa dni później przeprowadzono test Chagai-II, o  mocy wybuchu 12 kt. W wyniku przeprowadzonych testów, Pakistan wstąpił do „klubu atomowego” i stał się jedynym krajem muzułmańskim posiadającym broń jądrową .

Pakistan nie przystąpił do Traktatu o Nierozprzestrzenianiu Broni Jądrowej, który uważał za dyskryminacyjny i Traktatu o Całkowitym Zakazie Prób z Bronią Jądrową. 
W wyposażeniu sił zbrojnych Pakistanu znajduje się (2016) około 100-120 głowic jądrowych, które mogą być przenoszone przez balistyczne pociski lądowe, lądowe i lotnicze rakiety manewrujące oraz lotnictwo myśliwsko-bombowe. Pakistan zastrzega sobie prawo użycia broni jądrowej jako pierwszy, również w odpowiedzi na atak konwencjonalny .

## Komponent lądowy

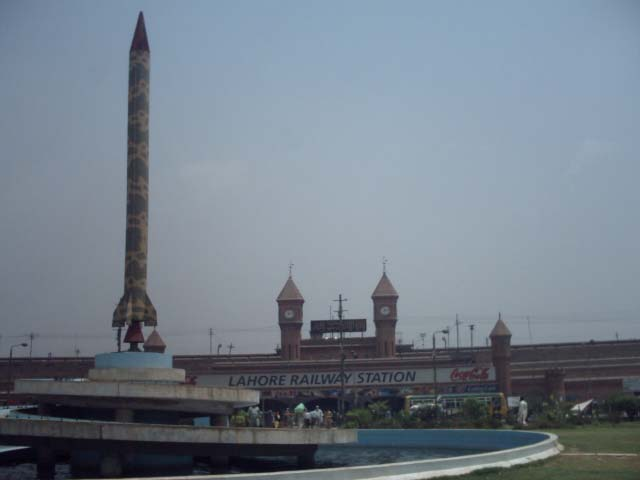
Makieta rakiety Ghauri na stacji kolejowej w Lahore

W uzbrojeniu sił zbrojnych Pakistanu znajdują się trzy typy balistycznych pocisków rakietowych bazowania lądowego. Są to rakiety krótkiego zasięgu: Abdali-1 i Ghaznavi; średniego zasięgu: Ghauri-I, Ghauri-II, Shaheen-I, Shaheen-II oraz pośredniego zasięgu: Shaheen-III. Pakistańskie rakiety balistyczne powstają w kooperacji z partnerem chińskim. Pod koniec lat 80. XX w. Chiny podpisały z Pakistanem umowę sprzedaży pocisków DF-11 (M-11/CSS-7) i ich wyrzutni. Dostarczono kilkadziesiąt kompletnych wyrzutni wraz z pociskami DF-11 i rozmieszczono je w bazie sił powietrznych w Sargodha. Na bazie pocisku DF-11 Pakistan zbudował własną wersję pocisku – Ghaznavi (Hatf-3). Pierwszy test pocisku przeprowadzono w maju 2002, a do służby wszedł on w roku 2004. Równolegle z pociskiem Ghaznavi rozwijano pocisk Abdali. Wraz z zakupem rakiet DF-11, program początkowo zamrożono, a ponownie powrócono do niego w drugiej połowie lat 90. Rakieta Abdali-I (Hatf-2) została umieszczona na wyrzutni samochodowej TEL i weszła do służby w 2002. Na bazie chińskiego pocisku DF-15 (M-9/CSS-6), Pakistańczycy wyprodukowali własny pocisk – Shaheen-I (Hatf-4). W 1999 przeprowadzono pierwszy start rakiety, a w 2003 rakieta weszła do uzbrojenia. W 2012 rakieta została zmodernizowana do wersji Shaheen-IA.

W 2004 do uzbrojenia weszła rakieta pośredniego zasięgu Shaheen-II (Hatf-6). Dla tej rakiety skonstruowano głowicę MJRV. Zamontowana jest na sześcioosiowej samochodowej wyrzutni typu TEL. W 2015 rakietę rozwinięto do standardu Shaheen-III. Może ona razić cele zarówno w Indiach, Chinach, jak i na Bliskim Wschodzie, w tym i w Izraelu.

W latach 90. XX w. na bazie koreańskiej rakiety Rodong-1 Pakistan rozwijał program rakietowy „Ghauri”. Po raz pierwszy rakieta tego typu wystrzelona została w 1998, a w 2003 wprowadzona do linii została rakieta Ghauri-I (Hatf-5). Kolejną rakietą tego typu była Ghauri-II (Hatf-5A) wystrzeliwana z samochodowej wyrzutni TEL.

Od 2013 w uzbrojeniu sił zbrojnych znajduje się także balistyczny pocisk Nasr (Haft-9) opracowany na bazie chińskiego systemu rakietowego WS-2 i wyrzutni Wanshan WS2400. System ten ma zapewnić odstraszanie w zmieniających się dynamicznie warunkach bojowych, które mogłyby stanowić przeciwwagę dla sił konwencjonalnych Indii.

Wyposażenie wojsk lądowych Pakistanu stanowią również rakiety manewrujące typu cruise mogące przenosić głowice jądrowe. Są to rakiety typu Babur (Hatf-7) i Ra’ad (Hatf-8). Rakiety w kontenerach umieszczone są na platformie samochodowej.

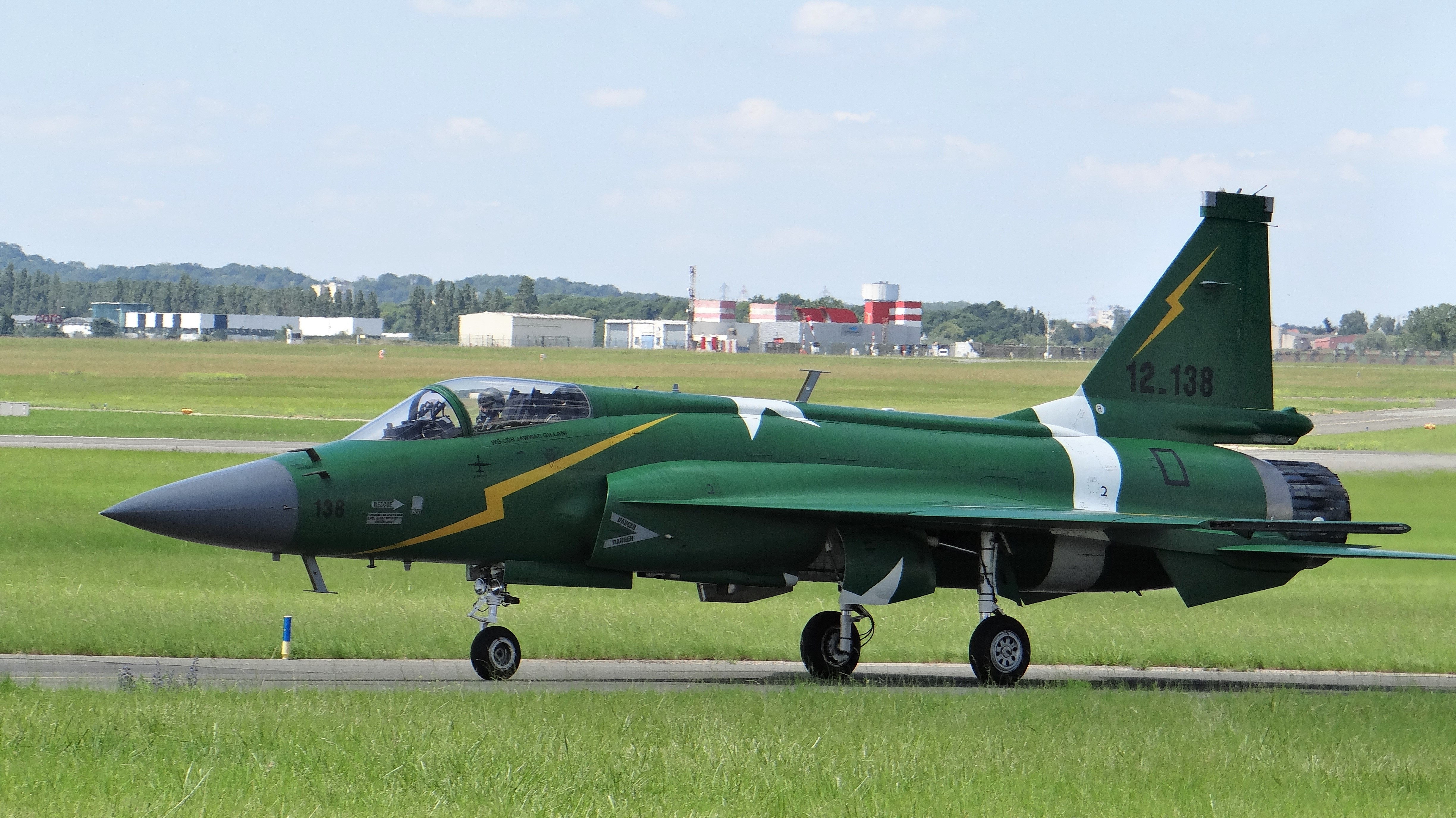
JF-17 Thunder

## Komponent powietrzny
Pakistańskie Siły Powietrzne na swym wyposażeniu posiadają między innymi francuskie samoloty Mirage V i amerykańskie F-16 A/B zdolne do przenoszenia broni jądrowej w postaci pocisków manewrujących i bomb grawitacyjnych. Także zbudowany wspólnie przez Chiny i Pakistan lekki myśliwiec wielozadaniowy JF-17 Thunder przystosowano do przenoszenia pocisków manewrujących Ra’ad. Pocisk został zbudowany w technologii stealth i może przenosić głowicę jądrową o mocy 10–35 kt.

## Środki przenoszenia broni jądrowej

Przypuszczalny zasięg pakistańskich pocisków Shaheen-III

| Środki                     | Typ   | Zasięg  | Moc     |
| -------------------------- | ----- | ------- | ------- |
| Rakiety bazowania lądowego |       |         |         |
| Abdali I (Hatf-2)          | SRBM  | 180     | 12      |
| Ghaznavi (Hatf-3)          | SRBM  | 290     | 12      |
| Shaheen-I (Hatf-4)         | MRBM  | 450-750 | 12      |
| Ghauri-I (Hatf-5)          | MRBM  | 1200    | 12      |
| Shaheen-II (Hatf-6)        | MRBM  | 2000    | 15-30   |
| Ghauri-II (Hatf-5A)        | MRBM  | 2300    | 15-30   |
| Ghauri-III                 | IRBM  |         |         |
| Shaheen-III                | IRBM  | 4500    | 15-30   |
| Nasr (Hatf-9)              | BSRBM | 60      | 0,5-5   |
| Rakiety manewrujące        |       |         |         |
| Babur (Hatf-7)             | GLCM  | 700     | 10-35   |
| Ra’ad (Hatf-8)             | ALCM  | 350     | 10-35   |
| Lotnictwo                  |       |         |         |
| Mirage V                   |       | 2100    | 1xbomba |
| F-16A/B                    |       | 1600    | 1xbomba |